# Ermita de San Cristóbal (Aramayona)
La Ermita de San Cristóbal de Cruceta o de las Cruces de Aranguio es un pequeño edificio religioso católico situado en la anteiglesia de Uríbarri, en el municipio español de Aramayona, en la provincia de Álava.

## Localización
La ermita de San Cristóbal está ubicada en el monte del mismo nombre, a medio kilómetro del alto de Cruceta, en la carretera que une Cruceta con Olaeta. Se encuentra en la divisoria de las aguas vertientes del Cantábrico, por las aguas que desaguan en el río Deva y las que, por Albina y el río Urquiola, llegan a Villarreal de Álava y a la Llanada de Álava, en la cuenca del Ebro.
Considerada una de las más populares del valle de Aramayona, se erigió en una campa que, según antiguas tradiciones del valle, era punto de reunión de brujas que se vieron obligadas a buscar otros lugares para celebrar sus aquelarres.La campa de San Cristóbal es parque municipal del ayuntamiento de Aramayona.

## Historia

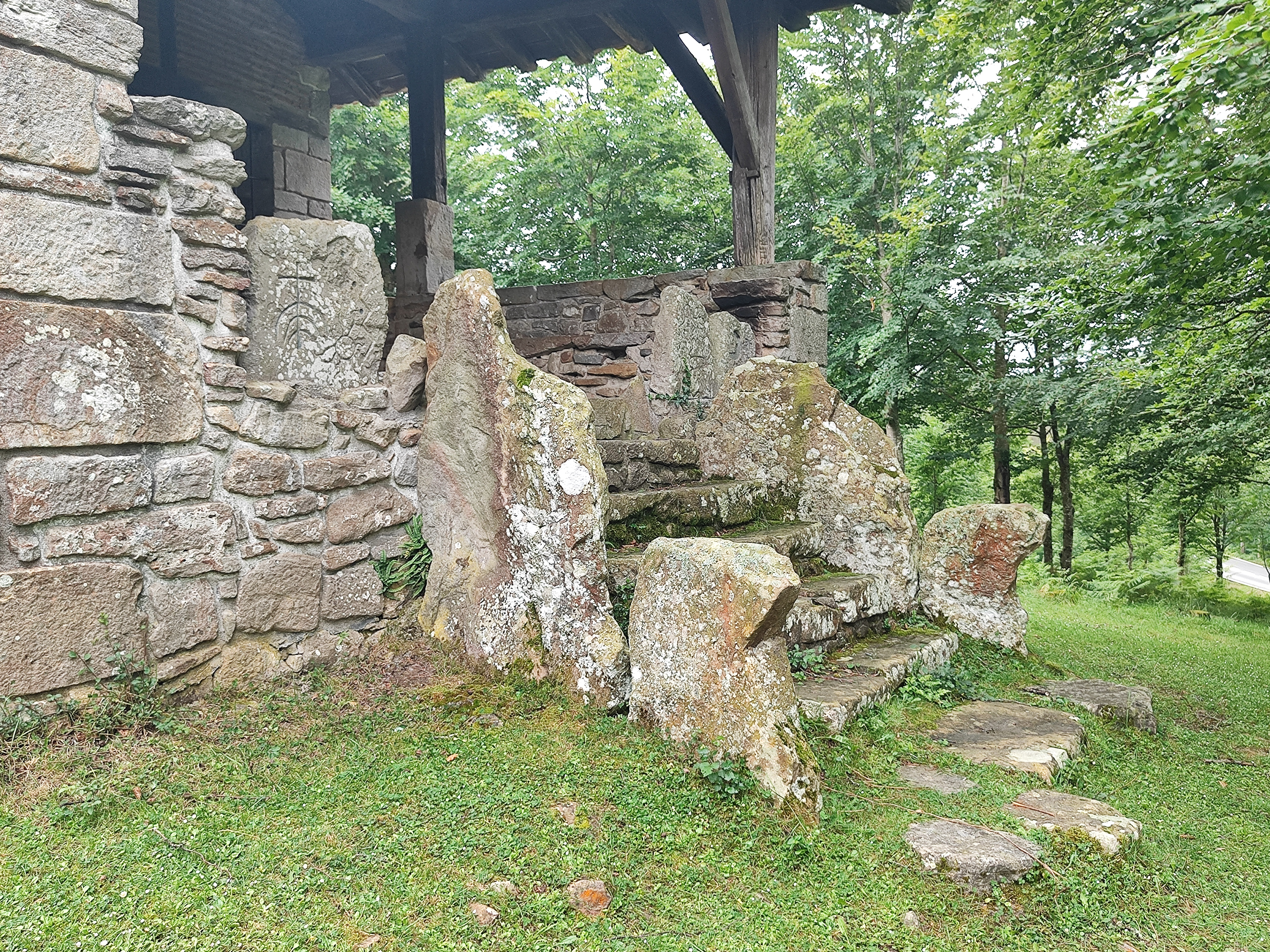
Escaleras de San Cristóbal

La visita del licenciado Martín Gil en 1556 ya registraba la ermita. En el primer Libro de Fábrica de la parroquia de San Esteban de Uríbarri, en su folio primero, correspondiente al año 1584, se menciona la ermita y su monte en plena explotación. A tenor del apeo y amojonamiento que se hace el año 1763, era un monte bastante extenso, en el centro del cual se alzaba la ermita.
En 1718 se reedificó la ermita, según aparece en los Libros de Fábrica de la parroquia matriz: "el 18 de setiembre de 1718, en que se colocó en su ermita (después de su reedificacion) el glorioso mártir San Cristobal". Los costes ascendieron a 1.637 reales, y colaboró todo el valle de modo diverso: el Ayuntamiento con 200 reales el párroco de Uríbarri, Juan Aguirre de Alzaga, con 300 reales; el alcalde del valle Cristóbal Isasi-Isasmendi, con una fanega de trigo (18 reales), y ..."los parroquianos e muchos vecinos del valle hicieron de limosna el acarreo del maderamen y piedra... y teja". La construyeron José Martin de Amilburu y Martín de Arriaga, como canteros; Antonio Ascorbe, como carpintero; Martín Gorostiza, como ebanista; Francisco Beitia, como escultor que hizo el retablo y marco frontal; Francisco de Anchieta y Pedro Isasmendi, albañiles.

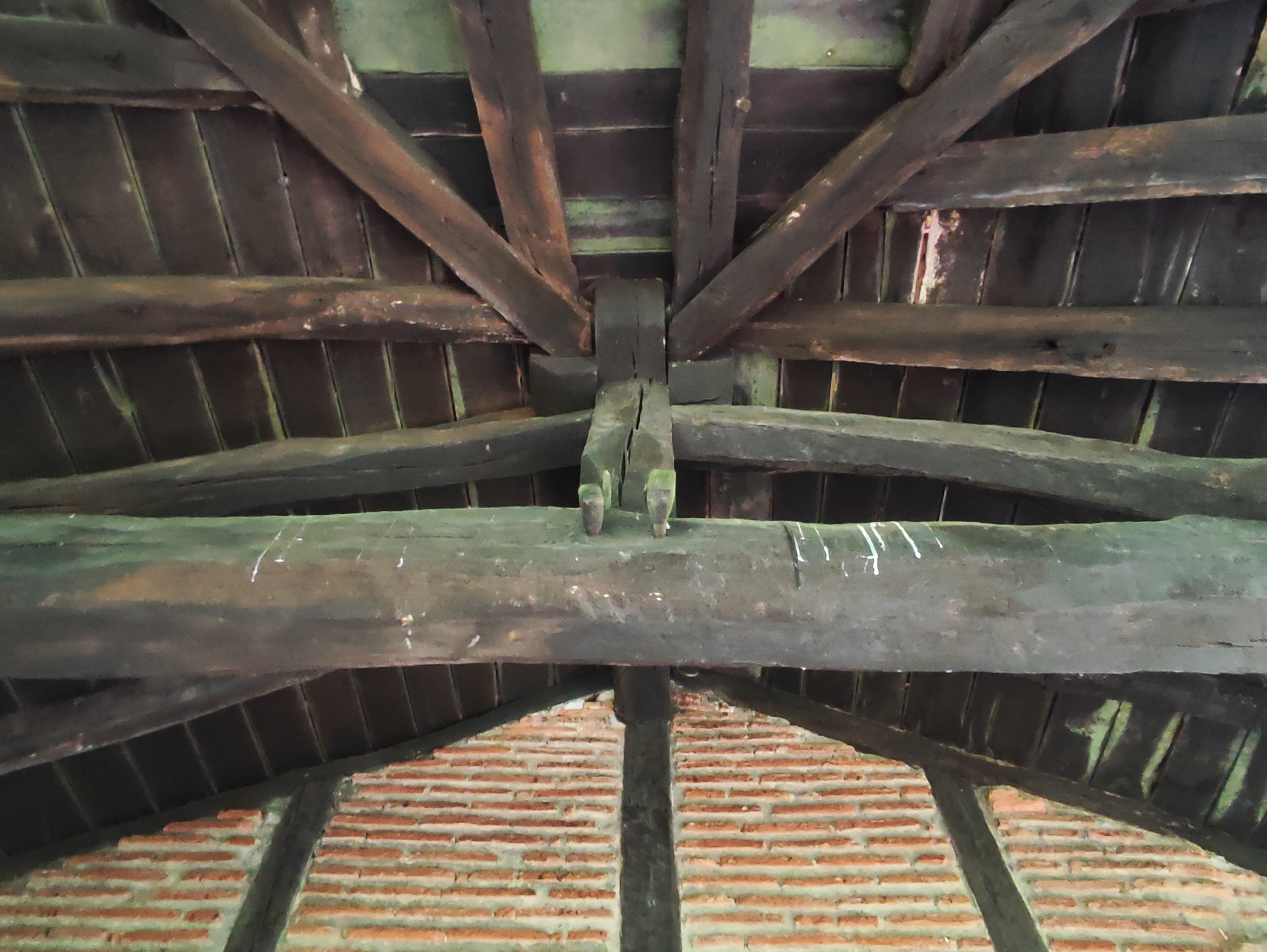
Vigas y tejado de San Cristóbal

Las guerras del siglo XIX supusieron fuertes desembolsos a las anteiglesias del entorno. San Cristóbal experimentó en 1822-1823 los efectos de los enfrentamientos de las tropas de voluntarios realistas y del ejército constitucional en el trienio liberal. Por abril de 1823, el guerrillero Uranga y otras partidas realistas tomaban raciones y forraje de los frutos decimales y primiciales de la parroquia de Uríbarri. Para evitar el que las ermitas, «fueran abrigo de facciones armadas» el Jefe Político Superior de la Provincia ordenó en 1822, al ayuntamiento constitucional del valle que en el plazo de ocho días demoliese las ermitas situadas en despoblado, cinco en total, entre las que se encontraban dos de Uríbarri, la de Marixeca, y la de San Cristóbal.
El cura, el mayordomo y el vecindario de Uríbarri recogieron las imágenes y los objetos de culto de estas dos ermitas el 12 de octubre de 1822, llegando a ellas en devota comitiva. De la ermita se extrajeron el ara, la cruz y la imagen de San Cristóbal; y tras unirse con el resto de la gente que les esperaba en Cruceta, con la imagen y los objetos retirados de Marixeca, fueron hasta la parroquia de Uríbarri, donde colocaron la imagen de San Cristóbal y allí recibió culto durante nueve meses hasta 1823. Las ermitas se salvaron porque la vecindad de Uríbarri y Azcoaga se ofrecieron a cerrar las puertas y enrejados de las mismas, obras cuyo coste figura en el libro de fábrica de Uríbarri.

## Culto

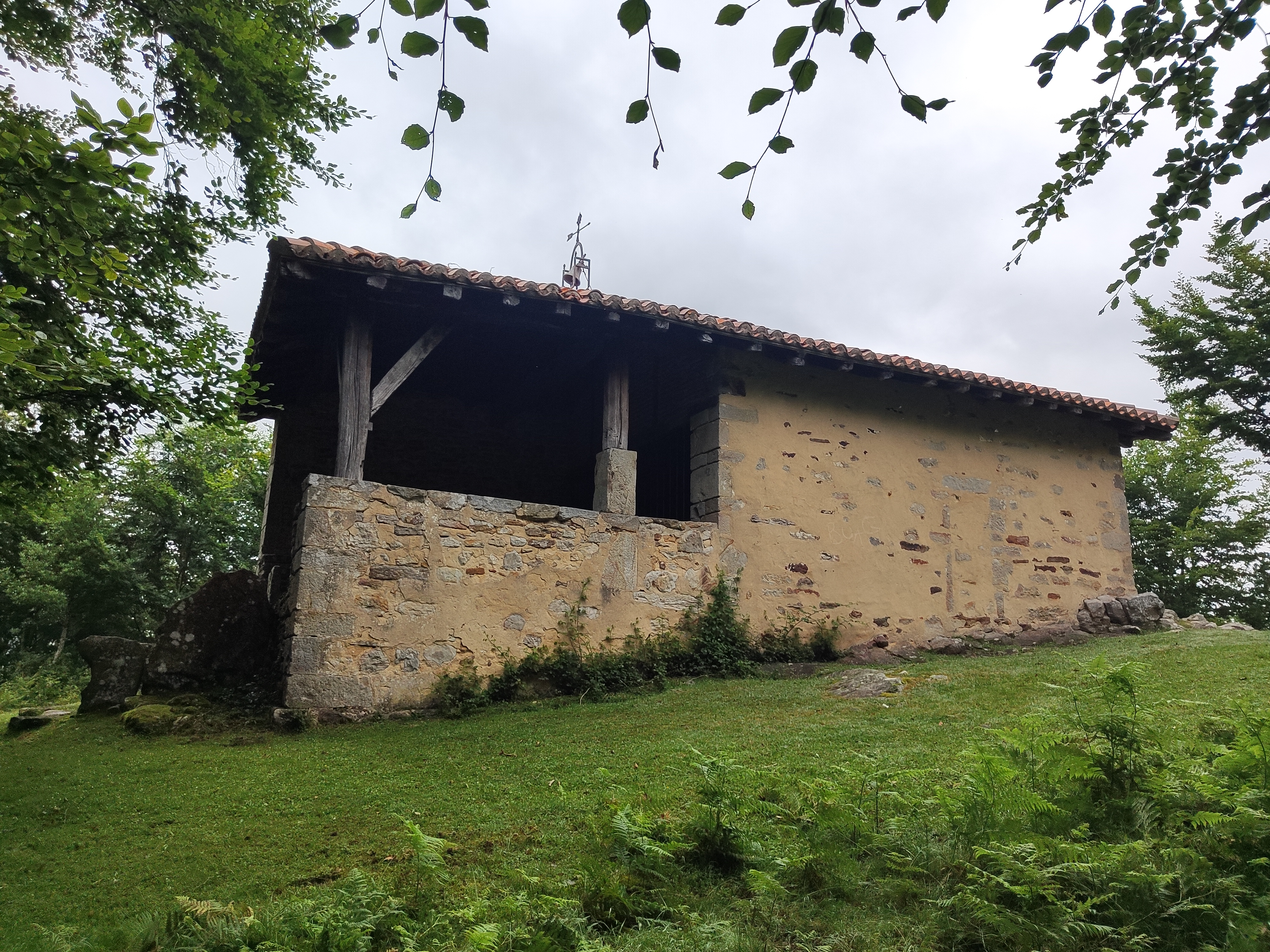
Vista lateral de San Cristóbal

El culto y fiesta de San Cristóbal ya aparecen documentados a mediados del siglo XVI. En 1546 su día aparecía entre los declarados de "precepto" por el Ayuntamiento. Hasta hace muy pocos años su fiesta se celebraba el día 10 de julio. Últimamente, se trasladó al segundo domingo de julio. Antes de que hubiera coches, las familias subían a pasar el día en la campa, con burros cargados de víveres.
La fiesta solía ser muy variopinta y concurrida: Misa solemne con predicador extra, aurresku, comida campestre, vendedores de helados, sombreros y baratijas que hacían las delicias de las criaturas, campeonato de bolos y bailables hasta el atardecer. Hoy en día también es muy concurrida la romería, con estructura muy similar a la antigua,con música popular, danzas, deporte, comida popular, etc.
Se perdió la costumbre de la rogativa que los parroquianos de Uríbarri hacían cada año a la ermita, visitando las cruces de Zireta y San Cristóbal, desde las que se bendecian los campos, y se conjuraban tormentas y plagas.

## Mantenimiento
La ermita tenía un terreno arbolado, posesión que una nota del libro de fábrica de Uríbarri fechada en 1823, retrasa, según tradición, hasta siglos lejanos. Se refiere esta cnota a la antigüedad, a la situación de la ermita y a las propiedades que en sus orígenes gozaba:
«Entre Mediodía y Poniente -dice-, de la Cordillera de Cerros altos que circunvalan este valle de Aramayona, y vierten sus aguas a él y a los mares Océano Cantábrico y Mediterráneo, está situada la Capilla o Hermita de S. Cristóbal. Para su conserbación alimenticia la aplicaron los primeros pobladores Cristianos de este valle una pradera que los vecinos de Uríbarri se encargaron de conservarla poblada de árboles», «aprovechando el producto de la leña la panoquia matriz», «que la surte de lo necesario para el Culto religioso y reparos del edificio de ella». 

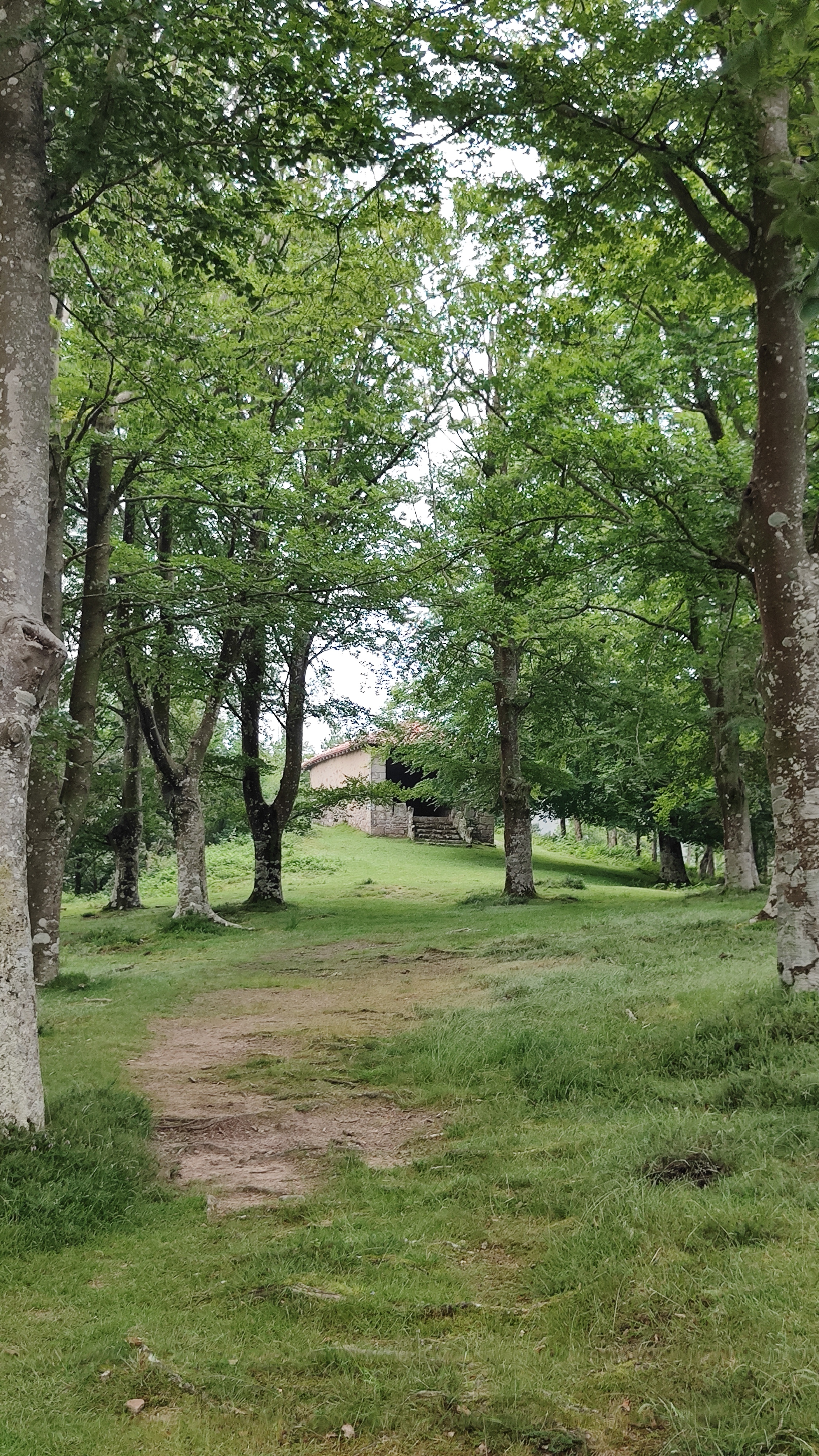
Arbolado de San Cristóbal

En ocasiones el producto de este monte arbolado, propio de la ermita, ayudaba a cubrir las necesidades de la parroquia. Así, en las primeras cuentas de su libro de fábrica tomadas en la visita pastoral de 1584, se registraban los 3638 maravedíes «en que se vendió el monte de San Cristóbal», y los reparos realizados en la ermita, mientras se pagaban el sagrario y las obras del edificio parroquial. En los siglos siguientes la parroquia seguía recibiendo el producto del «montazgo de San Cristóbal» y cuidaba de plantar nuevos árboles cuando era preciso.
Entre otras repoblaciones de arbolado registradas en las cuentas de la parroquia, es muy precisa la de 1722, en la que se ponían en términos de la ermita cien plantones de roble traídos de Bérriz. Por su parte, la parroquia se encargaba, además del cuidado del monte de San Cristóbal, de la realización de las obras necesarias en la ermita, como queda indicado al registrarlas.
En los protocolos de los escribanos del valle, a partir del siglo XVI, y en los registros de difuntos conservados en la parroquia desde finales del mismo siglo, se documentan limosnas y mandas testamentarias para el sostenimiento de la ermita y en su alumbrado (aceite para la lámpara).
Se pueden observar, en su muro derecho y en el interior, las huellas de sucesivos arreglos. La ermita se restauró por los años 1967-1968 y fue ornamentada con curiosos detalles simbólicos, religiosos y tradicionales, a iniciativa y diseño del sacerdote José Antonio Madinaveitia. En 1986 se retejó y fortaleció el muro Norte, revocando todas sus paredes exteriores.

## Descripción
Exterior
Es un amplio recinto, con escalinata de piedra en su acceso, salvando el desnivel del lugar en que la ermita se asienta. Abierto por este lado y por el costado derecho, el vuelo de su amplio tejado se apea en dos pies derechos asentados sobre el zócalo de manipostería que cierra el recinto por su costado Sur. El apoyo angular de ambos flancos se refuerza con tornapuntas sustentando el ángulo S.O. de la cubierta, que muestra su estructura de madera, a vista desde el interior del recinto porticado.

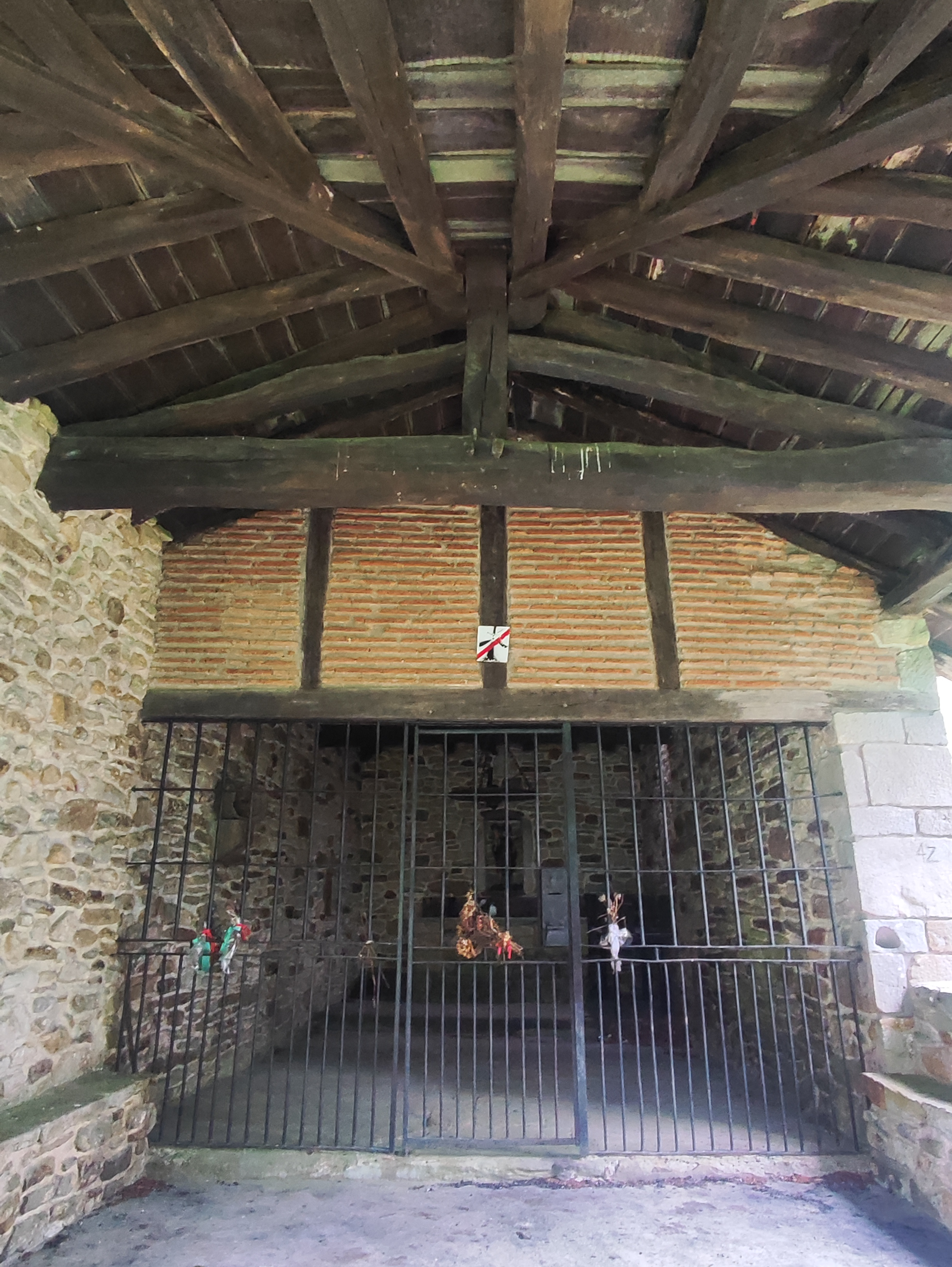
Pórtico y reja de San Cristóbal

La ermita es una construcción de mampostería, de planta rectangular con su tejado a cuatro aguas: unas se deslizan desde el tejado del pórtico -visera de la cubierta-, hasta la vertiente del frontis y las gradas de acceso a la ermita, otras hacia la fachada de la cabecera y, las dos vertientes del tejado, a izquierda y derecha de su caballete, bajan hacia las fachadas Norte y Sur de la ermita, llegando así, unas al Cantábrico por el Deba y otras al Ebro por el Zadorra en la cuenca mediterránea.
Por estar la ermita abierta hacia el pórtico, mediante una reja de hierro que abarca la totalidad del flanco del Poniente, el recinto carece de vanos de luz. En la parte baja de la reja, se encuentra un recipiente de hierro para contener el aceite cuya unción, según tradición, remedia las dolencias de oído.
Alrededor de la mitad de su construcción corresponde al pórtico, orientado al Noroeste, separada de la capilla por verja de hierro y frontón de ladrillo. En la capilla, imagen de San Cristóbal, de tamaño mediano, en rústica hornacina.
Paredes revocadas a punta de paleta. Sin adornos. Todo ello conforma un conjunto sobrio y acogedor. Magnífica atalaya para contemplar el bellisimo panorama del Valle de Aramayona.
Interior

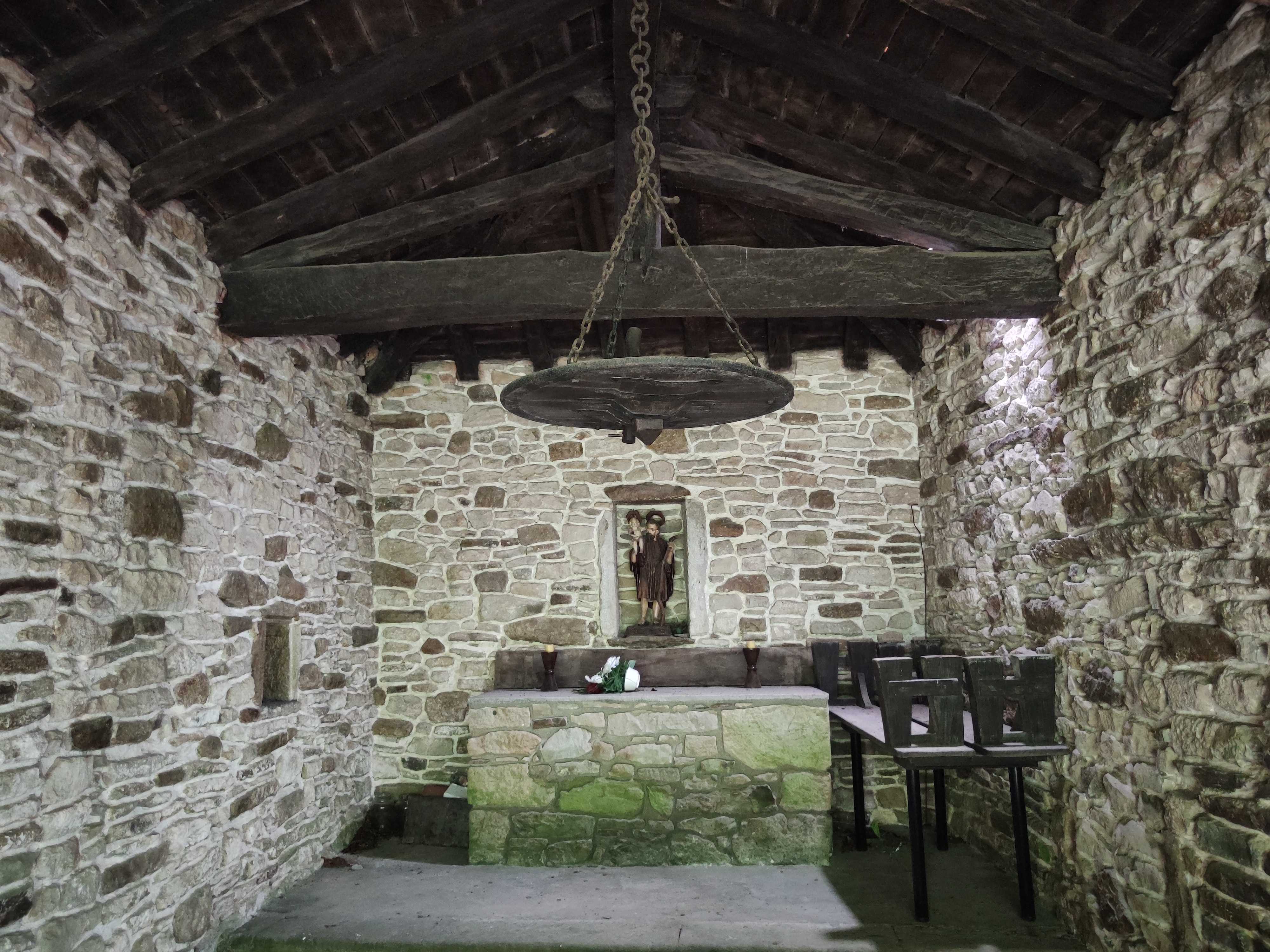
Interior de San Cristóbal

Preside la cabecera de la ermita una talla del siglo XVII de San Cristóbal, con las características del bajo renacimiento en tránsito hacia el primer barroco. Mide 0,7 6 metros de altura y fue restaurada sobre el año 2000. El santo sujeta al Niño Jesús sobre su hombro derecho; su rostro de facciones fuertes y su actitud segura, lo encuadran en el período romanista, y su técnica popular, en un taller local.
Micaela Portilla documentaba en el Catálogo Monumental de la Diócesis de Vitoria la existencia de una imagen de la Virgen de Estíbaliz en el hueco de un árbol que cobijó un panal de abejas, simbolismo de dulzura sugerido por José Antonio Madinaveitia. Hay otros curiosos elementos ornamentales en el interior de la ermita. La lámpara que pende del techo de la nave es una rueda de carro sujeta por cadenas, las mismas que, con un gancho de hierro, colocado también aquí, sujetaban las calderas que pendían sobre el fuego en el hogar de un caserío del valle.